# Jan Wojciech Osiecki

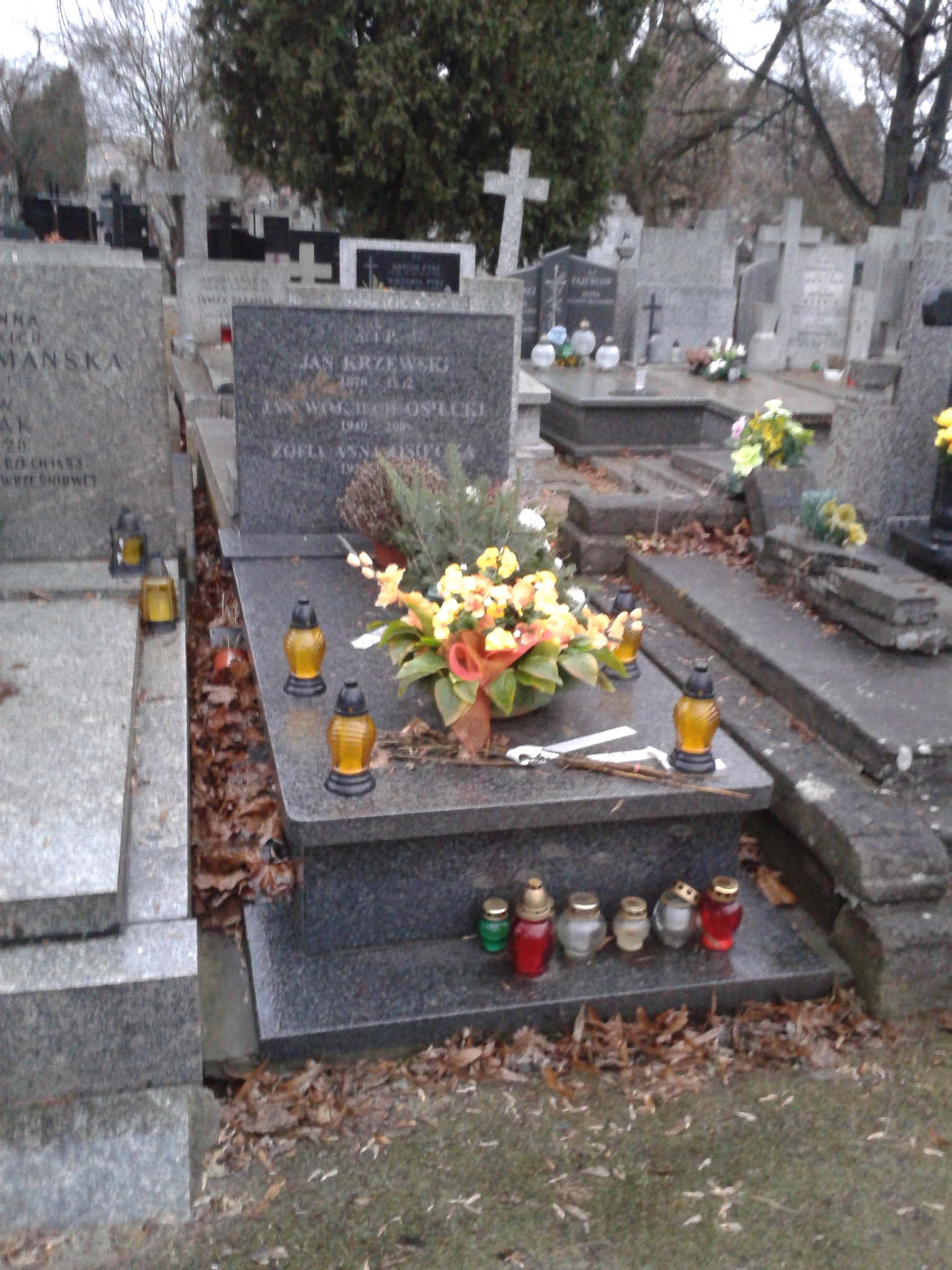
Grób prof. Jana Osieckiego na cmentarzu Bródnowskim

Jan Wojciech Osiecki (ur. 18 sierpnia 1930 w Brześciu nad Bugiem, zm. 21 stycznia 2009 w Warszawie) – profesor Politechniki Świętokrzyskiej, mechanik specjalizujący się w teorii drgań, dynamice maszyn oraz zajmujący się sterowaniem pociskami rakietowymi.

## Życiorys
W 1948 rozpoczął studia na Politechnice Warszawskiej, na Wydziale Mechanicznym. Po studiach w 1954 rozpoczął pracę w Instytucie Podstawowych Problemów Techniki Polskiej Akademii Nauk.
W 1960 obronił rozprawę doktorską. Do 1963 był równolegle pracownikiem naukowym Wojskowej Akademii Technicznej. W latach 1963–72 pracował na Politechnice Warszawskiej.
W 1970 obronił rozprawę habilitacyjną. W 1972 zachęcony przez prof. Henryka Frąckiewicza rozpoczął pracę w Politechnice Świętokrzyskiej. W 1976 otrzymał tytuł profesora i został wybrany dziekanem Wydziału Mechanicznego Politechniki Świętokrzyskiej. Równolegle pracował w nieistniejącym już OBR "Skarżysko", oraz w PIMOT Warszawa.
Prof. Jan Osiecki wypromował 32 doktorów i wychował kilkunastu doktorów habilitowanych, z których dwóch uzyskało tytuł profesora. Napisał ponad 100 recenzji prac doktorskich i blisko 50 recenzji prac habilitacyjnych. Opublikował 12 monografii, książek i skryptów (wydanych w Polsce i za granicą), ponad 120 publikacji w czasopismach i materiałach konferencyjnych.
Został odznaczony wieloma odznaczeniami państwowymi, m.in. Krzyżem Komandorskim Orderu Odrodzenia Polski (2000) i odznaką Za Zasługi dla Kielecczyzny. W 2001 r. prof. Osiecki otrzymał tytuł Doktora Honoris Causa Politechniki Łódzkiej, a w 2004 r. Politechniki Świętokrzyskiej.
Został pochowany na cmentarzu Bródnowskim (kw. 52H, rząd 1, grób 21).